# 拉罗马涅
拉罗马涅（法語：La Romagne，法語發音：[la ʁɔmaɲ] ⓘ）是法国曼恩-卢瓦尔省的一个市镇，位于该省西南部，属于绍莱区。

## 地理
拉罗马涅（47°3'40"N, 1°1'19"W）面积15.93 平方千米，位于法国卢瓦尔河地区大区曼恩-卢瓦尔省，该省份为法国西部内陆省份，大致对应安茹地区，北起顺时针与马耶讷省、萨尔特省、安德尔-卢瓦尔省、维埃纳省、德塞夫勒省、旺代省、大西洋卢瓦尔省和伊勒-维莱讷省接壤。
与拉罗马涅接壤的市镇（或旧市镇、城区）包括：圣克里斯托夫-迪布瓦、拉塞吉尼耶尔、塞夫勒穆瓦讷。

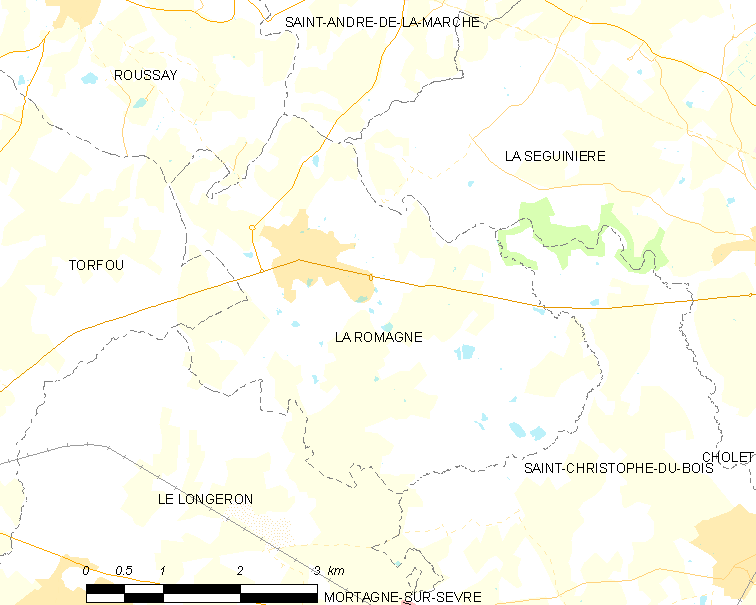
拉罗马涅的OSM定位图

拉罗马涅的时区为UTC+01:00、UTC+02:00（夏令时）。

## 行政
拉罗马涅的邮政编码为49740，INSEE市镇编码为49260。

## 政治
拉罗马涅所属的省级选区为塞夫勒穆瓦讷县。

## 人口

1962-2008年间拉罗马涅人口变化图示

拉罗马涅于2022年1月1日时的人口数量为2012人。